# (41) Дафна
(41) Дафна (лат. Daphne) — двойной астероид главного пояса, который принадлежит к тёмному спектральному классу C и может состоять из простых углеродистых хондритов. Немецкий астроном Герман Гольдшмидт открыл это небесное тело 22 мая 1856 года с помощью 4-дюймового телескопа, установленного на балконе его квартиры на шестом этаже дома в Латинском квартале Парижа, и назвал в честь персонажа древнегреческой мифологии — нимфы Дафны, которую Зевс превратил в лавровое дерево.

Орбита астероида Дафна и его положение в Солнечной системе
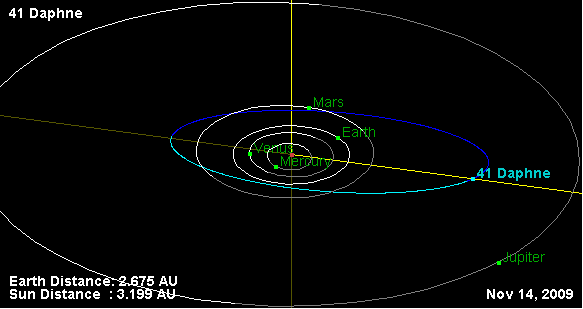
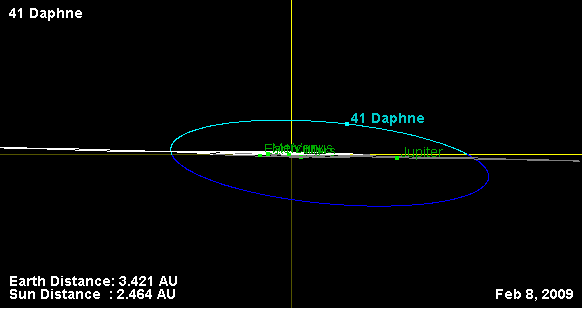

В 1990-х годах астрономы три раза наблюдали покрытие Дафной звёзд, а полученные в результате наблюдений кривые блеска Дафны позволили предположить, что астероид имеет вытянутую форму, близкую к эллипсоиду размерами 213 × 160 км.

## Спутник

Астероид (41) Дафна и его спутник Пеней

Спутник астероида (41) Дафны был обнаружен 28 марта 2008 года и получил временное обозначение S/2008 (41) 1. 6 марта 2019 года был назван в честь Пенея — речного бога, отца нимфы Дафны. Спутник имеет диаметр около 2 км и обращается вокруг астероида на расстоянии около 443 км, с периодом 1,1 суток. Данные об этой двойной системе пока что предварительные, но если наличие спутника подтвердится, то это будет одна из самых тесных известных нам астероидных пар в Солнечной системе.